# Narodni urad za standarde in tehnologijo
NIST ali Narodni urad za standarde in tehnologijo (angleško National Institute of Standards and Technology) je agencija Ministrstva za trgovino Združenih držav Amerike. Njegova naloga je razvoj standardov v tehnologiji  in metrologiji.
Med letoma 1901 in 1988 je bil znan kot Narodni urad za standarde (National Bureau of Standards ali NBS).

Sedež inštituta je v kraju Gaithersburg v zvezni državi Maryland, ZDA. Upravlja tudi z  enoto v kraju Boulder v zvezni državi Kolorado.